# La pared de las palabras
La pared de las palabras és una pel·lícula cubana filmada el 2012 i estrenada el 2014. Realitzada de manera independent per la productora Santa Fe Producciones, fou dirigida per Fernando Pérez Valdés i estrenada en la secció oficial en concurs al XXXVI Festival Internacional del Nou Cinema Llatinoamericà de l'Havana.

## Sinopsi
Luis pateix una distonia que li impedeix comunicar-se a través de les paraules. El seu patiment li imposa assistir a una institució mental on interactua amb persones que, com ell, estan limitades de moviments i comunicació. Però igual que qualsevol altre ésser humà, Luis té un poderós desig d'alliberar-se de la seva presó natural. La paret de les paraules representa tant el mur de contenció com el taulell de les emocions de subjectes que, com Luis, no poden expressar el seu món interior.

## Repartiment
- Jorge Perugorría
- Isabel Santos
- Verónica Lynn
- Carlos Enrique Almirante
- Laura de la Uz
- Eman Xor Oña
- René de la Cruz (fill)
- Maritza Ortega
- Alejandro Palomino

## Premis
Al Festival Internacional del Nou Cinema Llatinoamericà de l'Havana de 2014 va rebre una menció al premi Signis i el segon premi a la popularitat, entre altres menors. I en la II edició dels Premis Platino Jorge Perugorría fou nominat a la millor actuació masculina.